# Локо-моко

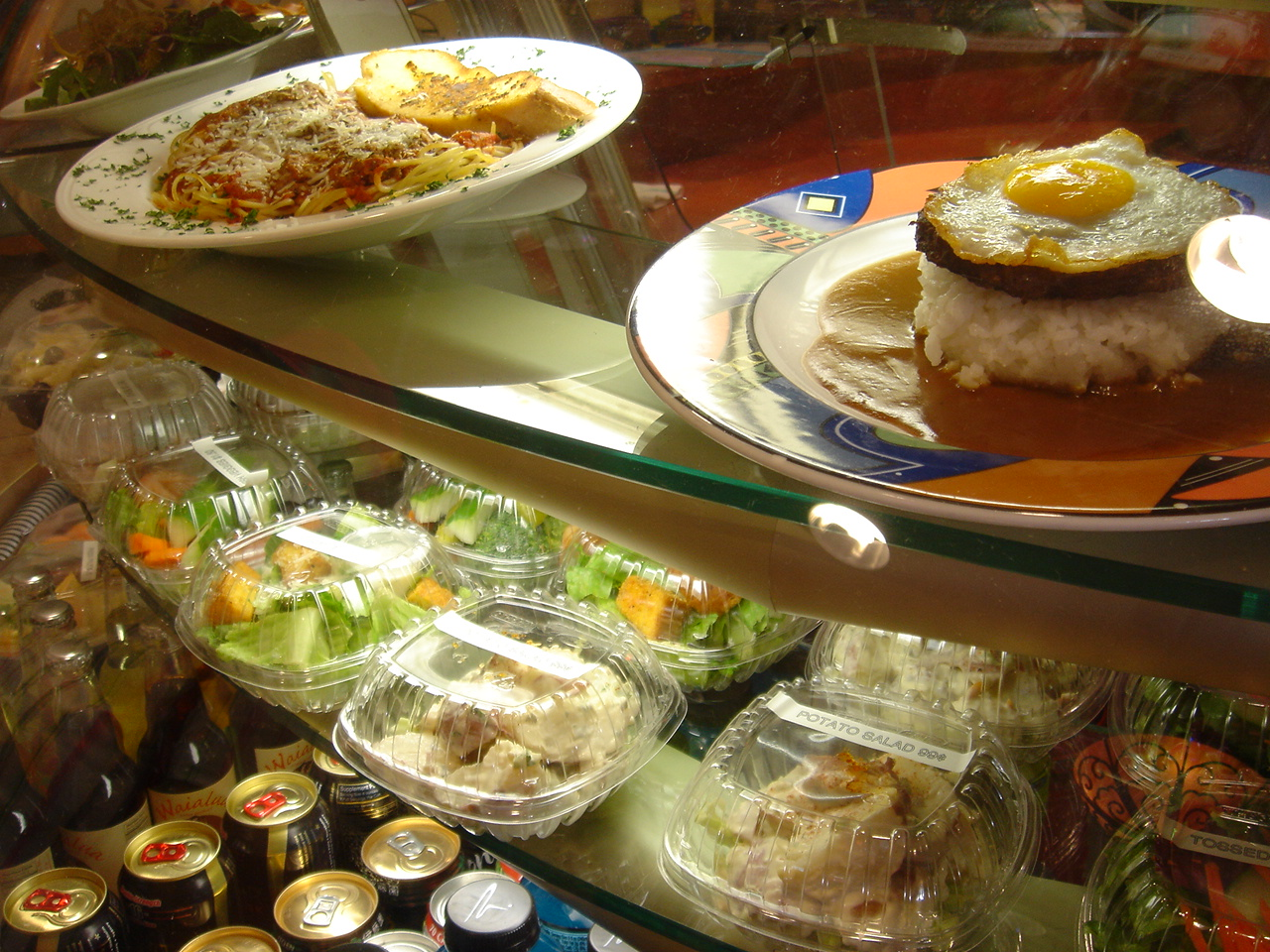
Локо-моко (справа)

Локо-моко (англ. Loco Moco) — блюдо гавайской кухни. Существует множество различных вариантов этого блюда, но в большинстве случаев оно состоит из горки белого риса, накрытой мясной котлетой, которая в свою очередь накрыта жареным яйцом (яичницей-глазуньей), политых тёмным мясным сладко-кислым соусом.
Различные варианты могут включать в себя бекон, ветчину, португальскую колбасу, курятину, креветки, устрицы и любые другие мясные продукты.

## История и происхождение
Блюдо было создано в 1949 году владельцем ресторанов Lincoln Grill Ричардом Иноуэ и его женой Нэнси в Хило, Гавайи, когда посетители-подростки попросили что-то, что отличалось бы от сэндвича, было бы недорогим, а также быстро готовилось и подавалось. Они попросили Нэнси положить немного риса в миску, положить сверху котлету для гамбургера и полить коричневым соусом. Яичницу добавили позже. Подростки назвали блюдо «локо-моко» в честь одного из своих товарищей, прозвище которого было «Сумасшедший». Локо переводится как «сумасшедший» с испанского языка. Слово «моко» они добавили потому, что «оно рифмуется с „локо“ и хорошо звучит».

## Популярность
Блюдо широко популярно на Гавайях и содержится в меню многих Гавайских ресторанов на материке. Согласно стандартам японской кухни, рис используется как главный углеводосодержащий продукт, дополненный котлетой, соусом и яичницей, чтобы создать блюдо, которое не занимает много времени для приготовления бэнто. Локо-моко можно встретить в различных вариациях на многих тихоокеанских островах от Гавайев до Самоа, Гуама и Сайпана. Также оно популярно в Японии.
Это блюдо было показано в шоу Саманты Браун Девушка встречает Гавайи в эпизоде «Вкус Гавайев» на Travel Channel.
Также локо-моко было показано во втором сезоне шоу Man v. Food.